# Neomelicharia cruentata
Neomelicharia cruentata är en insektsart som först beskrevs av Fabricius 1803.  Neomelicharia cruentata ingår i släktet Neomelicharia och familjen Flatidae. Inga underarter finns listade i Catalogue of Life.